# Harry Nixon

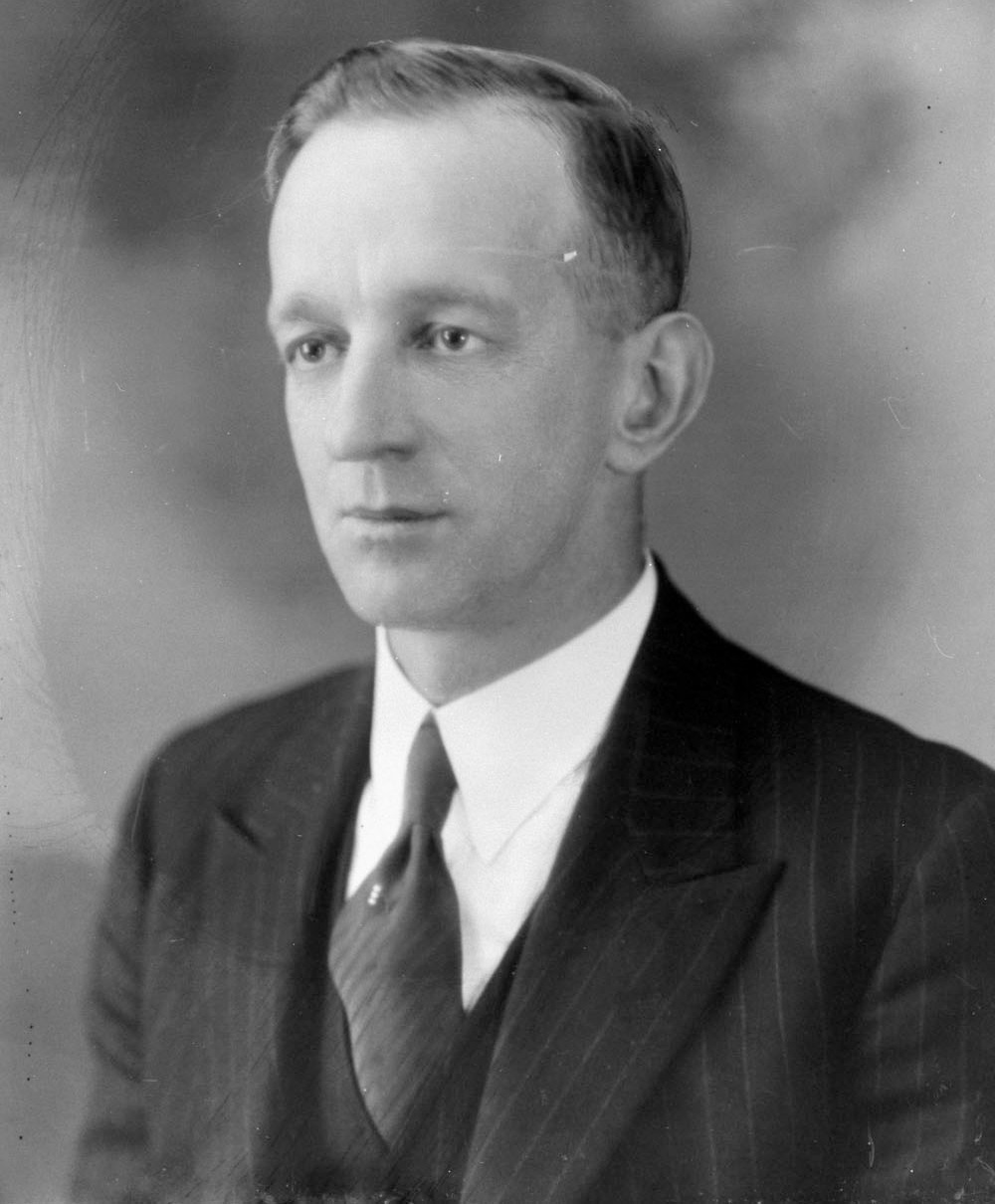
Harry Nixon

Harry Corwin Nixon (* 1. April 1891 in St. George, Ontario; † 22. Oktober 1961 ebenda) ein kanadischer Politiker der United Farmers of Ontario sowie zuletzt der Ontario Liberal Party, der 42 Jahre lang Mitglied der Legislativversammlung von Ontario sowie zwischen dem 18. Mai und dem 17. August 1943 kurzzeitig Premierminister von Ontario war.

## Leben

### Mitglied der Legislativversammlung und der Provinzregierung von Ontario
Nixon, der ein Studium am Ontario Agricultural College der University of Toronto absolvierte, wurde am 20. Oktober 1919 als Kandidat der United Farmers of Ontario erstmals zum Mitglied der Legislativversammlung von Ontario gewählt und vertrat dort bis zum 1. Dezember 1926 den Wahlkreis Brant North.
Bereits am 14. November 1919 übernahm er in der von Premierminister Ernest Charles Drury gebildeten Regierung der Provinz sein erstes Regierungsamt und fungierte bis zum 16. Juli 1923 als Provinzsekretär und Registrator.
Bei den Wahlen vom 1. Dezember 1926 wurde er nunmehr für die Progressive Partei beziehungsweise später für die Liberal-Progressiven wieder zum Mitglied der Legislativversammlung gewählt und vertrat in dieser jetzt bis zum 19. Juni 1934 den Wahlkreis Brant County sowie bis zu seinem Tod am 22. Oktober 1961 danach den Wahlkreis Brant.
Premierminister Mitchell Hepburn berief ihn am 10. Juli 1934 wieder in die Provinzregierung Ontarios, in der er bis zum 22. Oktober 1942 wieder die Ämter als Provinzsekretär und Registrator übernahm.

### Premierminister von Ontario und Wahlniederlage 1943
Nach dem Rücktritt von Premierminister Gordon Daniel Conant wurde Nixon am 18. Mai 1943 dessen Nachfolger und damit 13. Premierminister von Ontario. Zugleich übernahm er wieder die Funktionen als Provinzsekretär und Registrator. Ferner wurde er auch Conants Nachfolger als Vorsitzender der Ontario Liberal Party.
In diesen Funktionen war er Spitzenkandidat der LP bei den Wahlen zur Legislativversammlung am 4. August 1943. Dabei erlitt seine Partei eine empfindliche Wahlniederlage und verlor 50 ihrer 66 Mandate und verfügte nur noch über 16 der 90 Abgeordnetensitze, so dass sie auch nur noch drittstärkste Kraft war. Wahlsieger war die Progressive Conservative Party of Ontario (PCP), die 15 Sitze hinzugewann und nunmehr 38 Sitze im Parlament hatte. Zweitstärkste Kraft wurde die Co-operative Commonwealth Federation (CCF), die aus dem Stand 34 Mandate gewann.
Am 17. August 1943 wurde Nixon vom Vorsitzenden der PCP, George A. Drew, abgelöst, der daraufhin eine Minderheitsregierung bildete.
Im Anschluss blieb Nixon bis zu seinem Tod als Hinterbänkler Mitglied der Legislativversammlung und gehörte zahlreichen Ständigen Ausschüssen und Sonderausschüssen als Mitglied an.
Sein Sohn Robert Fletcher Nixon wurde nach seinem Tod am 18. Januar 1962 bei der Nachwahl im Wahlkreis Brant zu seinem Nachfolger als Mitglied der Legislativversammlung gewählt und gehörte dieser bis zum 31. Juli 1991 an. Er war zwischen 1967 und 1976 sowie erneut 1990 bis 1991 Vorsitzender der Ontario Liberal Party und mehrmals Minister. Seine Enkelin, Robert Nixons Tochter Jane Stewart, war für die Liberale Partei Kanadas fast elf Jahre lang Abgeordnete im kanadischen Unterhaus und bekleidete zwischen 1996 und 2003 mehrere Ministerämter im 26. kanadischen Kabinett von Premierminister Jean Chrétien.